# Squamish
Squamish – dystrykt gminny w prowincji Kolumbia Brytyjska, w Kanadzie, położony na północnym krańcu Zatoki Howe. Liczba mieszkańców: 17 158 (dane z 2011).